# 三遊亭圓楽 (5代目)
五代目 三遊亭 圓楽（さんゆうてい えんらく、1933年1月3日 - 2009年10月29日）は、東京府東京市浅草区（現：東京都台東区）出身の落語家。本名は吉河 寛海。
落語円楽党党首、『笑点』四代目司会者、円楽一門会総帥、円楽一門会最高顧問などを歴任した。没後に弟子の三遊亭楽太郎が六代目円楽を襲名してからは、先代圓楽、五代目圓楽、馬圓楽などと呼ばれることが多く、6代目の黒円楽と区別されることが多い。

## 概要
演芸番組『笑点』の大喜利メンバー・司会者を長く務めていたことで知られる。現役時に所属した芸能事務所は星企画→若竹カンパニー。なお、若竹カンパニーは自身の長男が代表取締役を務める個人事務所であった。身長は177cmと長身である。
若い頃は「星の王子さま」の愛称で親しまれた。端整な顔立ちと博識ぶりにより、1960年代演芸ブームの際には脚光を浴びる。7代目立川談志、3代目古今亭志ん朝、5代目春風亭柳朝（柳朝休業後は8代目橘家圓蔵）とともに「東京落語四天王」と呼ばれた。出囃子は「元禄花見踊」。

## 生涯

### 入門まで
1933年1月3日、東京府東京市浅草区（現：東京都台東区）に吉河家の九人兄弟の一人寛海（ひろうみ）として生まれる。
実家は浄土宗の寺院・日照山不退寺易行院（通称：助六寺）。易行院はかつて浅草の清川町にあったが、後に足立区伊興町狭間（現在の住所は東伊興、最寄駅は東武伊勢崎線竹ノ塚駅）に移転している。
吉河家は羽柴秀吉による鳥取城の戦いにて自害した城主・吉川経家（きっかわ つねいえ）を祖とする。経家の三男・吉川家好（いえよし）は後に鳥取藩池田家の家臣となったと藩翰譜にある。1860年（安政7年）、寛海の曽祖父に当たる人物が切腹した。それに立ち会った寛海の祖父・寛雅は「侍というものは、かくも悲惨なものか、もう厭だ」と思いつめて武士をやめ、増上寺に入り、僧侶となったという。
明治に至って、寛雅は苗字を「吉川」（きっかわ）から「吉河」（よしかわ）に改めた。その息子も僧侶を継ぎ、易行院住職となる。
生家には修行僧や使用人など年上の男性が他にも住んでいたため、幼少時の寛海は自分の父親がそのうちのどの人かすら分からなかった。分かったのは5歳ぐらいで、食事時の無作法をたしなめた人がいて、その人との会話の中で初めてその人こそ父であることが判明した。
第二次世界大戦では東京大空襲に遭うも、吉河一家は命をとりとめた。しかし、この戦争は寛海の進路に影を落とす。終戦後、「これからは食糧難だから農業だ」という父親の薦めで農民になることを決意するが、当時の東京にはなかなか農業を学べるところがなかった。寛海は結局、隣県でしかも家から遠い埼玉県立杉戸農業学校（現:同杉戸農業高等学校）に入学、卒業する。

### 落語家として
上野鈴本演芸場で落語を見た時に「戦争ですべてを奪われ暗い顔をした人々にこうやって笑いを起こさせることができる落語はすごい」と落語家になることを決意する。
1955年2月、6代目 三遊亭圓生に入門し、寛海は「三遊亭全生」（ぜんしょう）と名乗る。圓生には「一人前になるまで50年は食えませんよ」と言われたが、寛海は「30歳までに真打になれなかったら辞めます」と言って入門した。なお圓生に入門した理由は「当時は志ん生師匠や文楽師匠の方が師匠より格上だったが、高齢（寛海が噺家を志した時点で両名とも既に還暦を超えていた）で自分の面倒を最後まで見てくれるか分からなかったから」と述べている。
1958年3月に二つ目に昇進。1962年10月に真打に昇進して5代目「三遊亭圓楽」を襲名する。落語家を諦める期限としていた30歳を迎える約3か月前であった。
1978年の落語協会分裂騒動では「師匠をおいて残れない」と圓生一門とともに落語協会を脱退。当時、圓楽は圓生に「あたしが引退した後、お前が三遊派の総領として弟子を守っていくんでげすよ」と念を押されていた。圓生が引退している身であれば脱会はしなかったが（もともと、圓楽は騒動の原因となった真打昇進に関しては圓生と正反対の考え方を持っていた）、当時、圓生は78歳と高齢ながら現役を退いておらず、師匠に逆らい自分が弟弟子と行動を共にすることなぞできないと悟り、師匠とともに「落語三遊協会」を立ち上げた。
1979年に圓生が亡くなると、6代目三遊亭圓窓・三遊亭圓彌・三遊亭圓丈ら圓楽以外の圓生の直弟子たちは落語協会に復帰。圓楽は新たに「大日本落語すみれ会」を設立。すみれ会はその後、「落語円楽党」「落語ベアーズ」と改称し現在の「圓楽一門会」となる。
1985年3月、「噺家の純粋培養」を企て寄席に出られない圓楽一門の新たな活動の場として東京都江東区東陽町に自費で寄席「若竹」を設置。しかしオフィス街かつターミナル駅から離れた立地条件の悪さに加え、弟子たちが圓楽の意に反して余興（上方でいう「営業」）等に精を出して「若竹」の出番を休んでいたりしたため、これに憤った圓楽は「若竹」の閉鎖を決意し、1989年11月25日に閉鎖した。以降、圓楽一門は圓楽傘下の芸能社である星企画の取ってくる余興等にのみ活動の場を求めなければならなくなった。「若竹」閉鎖後は借金返済のために日本中で講演したため、高座から離れる機会が多くなり、圓楽はその時期のことについて「借金返済のため、噺家として大事な50代に全国を講演で回った。悔やんでも悔やみきれない」と語っている。

### 現役引退・晩年
『笑点』降板後に出演した『徹子の部屋』（2006年6月5日放送）では落語家として引退はせず、後輩の指導にあたると発言した。また同年7月20日放送の『クイズ$ミリオネア』では、林家木久扇の応援としてVTR出演している。
2007年2月25日に落語会「国立名人会」で高座に復帰することとなり、自分の進退をかけ本番の半年前から稽古をして臨んだ。しかし、その出来に納得がいかずに引退を決意。口演後の記者会見で現役引退を表明した。弟弟子の6代目三遊亭圓窓が「まだやれるじゃないの。高座に上がらない圓楽兄さんなんて考えられない」などと説得をしたものの決意は固かった。引退記念の高座が予定されていなかったことから、この日演じた「芝浜」が最後の高座となった。
また同年4月1日放送の『いつみても波瀾万丈』の出演をもって、テレビ出演の引退も表明した（2008年3月9日放送『笑点』には弟子の真打昇進披露口上のため出演した）。なお、1967年（昭和42年）から担当していた日本香堂のCMは2009年まで出演を継続していた。生前の圓楽の言によれば「ギャラもらってるからね」という理由でCMのみの出演を続けていたとのことであるが、実際は日本香堂の会長と私的にも交流があったためであり、また引退後も自分の健在をアピールできる唯一の場であったためと圓楽没後に前述の会長がテレビで語っている。
同年11月に胃がんの手術を受け、翌2008年3月には肺がんの手術を受けた。
2008年8月、愛弟子の楽太郎に自らの名跡である圓楽を6代目として襲名させることが明らかとなった（林家木久扇による、子息の2代目木久蔵襲名以来となる生前贈与となる予定であった）。このことは弟子の好楽や後任司会者の歌丸により『笑点』でもネタにされている。圓楽は「私はもう落語家を引退した身ですから」として楽太郎の6代目円楽襲名後は落語界から完全に引退し、隠居することを表明していた。名前については、木久扇の師匠である林家彦六（8代目林家正蔵、彦六は三遊亭圓楽を3代目として名乗っていたこともあった）のように隠居名を名乗らず、本名の「吉河寛海」に戻すことを明らかにしたが、「師匠が落語家でなくなってしまうのは嫌だ」という楽太郎の反対により「5代目圓楽」「6代目円楽」とを並立させる（楽太郎は〈圓〉ではなく〈円〉を通すと表明）予定であった。
2009年5月、肺がんが再発。同時期に脳梗塞も再発し、半身不随となった。9月に慶應義塾大学病院に入院し、本人の意向により10月23日に退院。自宅（および近所に住む長男宅での）療養に入った。10月29日午前8時15分、転移性肺がんのため、長男宅で死去。76歳。訃報は翌日の10月30日に公表された。圓楽の死去を受け、愛弟子の楽太郎を始め、桂歌丸、立川談志、林家こん平、8代目橘家圓蔵、鈴々舎馬風など多くの落語家が哀悼のコメントを発表した。また、かつては『笑点』の裏番組（『ヤングおー!おー!』）の司会を長年担当し、東西の噺家タレントとしてライバルであり戦友でもあった桂三枝（現：6代桂文枝）が自らのブログで圓楽へ向けた哀悼のメッセージを綴った。
圓楽は2010年2月に行われることになっていた楽太郎の6代目円楽襲名を楽しみにしており、襲名に際し2代の圓楽揃い踏みが行われるはずであったが、目前にして叶わぬ夢となってしまった。
死去の一報を受けた日本香堂は自社のホームページで哀悼の意を表した。その後、日本香堂・毎日香のCFナレーションは、2010年2月28日より、同日の『笑点』をもって名跡を襲名した直弟子・6代目円楽が継承している。また、死去翌日の『NNN Newsリアルタイム』（日本テレビ）ではその死がトップニュースで報じられた。
戒名は、「光岳院情誉圓楽寛海居士」（こうがくいんじょうよえんらくかんかいこじ）。遺影も圓楽が生前に選んでおり、国立演芸場での高座で「芝浜」を演じている際の写真が使われた。死去直後の週の11月1日の笑点は歌丸が喪服で追悼する特番が大喜利の前に組まれ、生前の若いころの落語を演芸コーナーで放送し、死去前に収録した大喜利が放送された。死の翌週、2009年11月8日の『笑点』では追悼特別企画として生前を振り返り、後半では「ありがとう円楽さん、追悼大喜利」を放送し、5代目を偲んだ。副音声での解説放送は休止された。
一門・親族による、通夜・密葬は2009年11月4日・5日の両日に代々幡斎場で非公表で執り行われ、同年11月21日に一門主催による「お別れの会」が東京會舘で行われた。この「お別れの会」の席の中で、これまでの「圓楽一門会」をそのまま「五代目円楽一門会」（会長：三遊亭鳳楽）へ改称・改組する方向であることが明らかになった。

## 『笑点』での活動
1965年3月12日、『笑点』の前身となる『金曜夜席』の放送が開始され、圓楽は桂歌丸や林家こん平とともに出演。当初は大喜利コーナーの司会を担当したが、後の『笑点』での司会ぶりとは違い、かなりぎこちない司会ぶりであったため、早々と演芸・対談コーナーの司会で企画立案者でもある立川談志に譲って辞任し、第4回から回答者となった。
1966年に放送が始まった『笑点』では初回から大喜利回答者として出演した。1968年に立川談志と当時のメンバーの対立により降板したが、1970年に復帰。以降は紫色の紋付を着用するようになったため、挨拶では「ラベンダーマン」と名乗ることが恒例となった。しかし、圓生から「おまえはこんな安っぽい芸人で終わるのか」とたしなめられたことから、落語に専念するため1977年3月27日をもって番組を再び降板した。降板後、司会として復帰するまでの間にも、1978年正月の鶴亀大喜利に師匠の圓生とともに出演したり、弟子であり後継メンバーとなった三遊亭楽太郎の師匠として師弟大喜利にゲスト出演したりするなど、番組との関わりは続いていた。
1982年12月8日に当時の司会であった三波伸介の急死に伴い、1983年1月9日から司会者として『笑点』に復帰した。しかし当人は、2回限りの臨時司会のつもりで引き受けたと語っていた。司会就任後しばらくはさまざまな色の紋付を着ていたが、同年9月4日放送分より、紺の色紋付に定着した。
就任してからしばらくは、答えの合間にその博識を生かした都々逸をしばしば披露したり、40分時代の初期には落語に専念していた時代に学んだ知識を生かして「よろずガイダンス」というコーナーで落語にまつわる話を披露するなどしていた。しばしば台本は無視、林家こん平の回答に対して着物を脱がせたこともあり、「司会者が笑い過ぎ」といった理由で、当初は批判も少なくなかった。だがそれは従来と雰囲気を変えるために意図的に行ったことであり、徐々に出題、指名、座布団の差配、メンバーへの助言など最小限の仕事に絞られていく。これは放送時間の短縮に加え、三波が司会をしていたころの司会者の強烈なキャラクターを柱とした番組から、スピーディーにやり取りする中でメンバーのキャラクターにクローズアップし、司会者だけでなくメンバー全員を主役とするという新しいスタイルに移行した結果である。司会就任後しばらくは視聴率面で苦戦を続けたものの、こうした番組作りの変化が功を奏し、次第にかつてのような人気番組の地位を取り戻していった。
面長な容姿から「馬」呼ばわりされたり、「若竹の借金」「小言が長い」「本番中に居眠り」などとネタにされたり、回答者の家族の悪口（歌丸の妻・冨士子夫人など）や下ネタを織り交ぜた回答をすると、爆笑しつつも容赦なく座布団を没収していた。
後任の桂歌丸や春風亭昇太に比べ、失礼な回答をされてもキレるどころか爆笑することが多かった。ただし大笑いしながらも座布団はしっかり取り上げる。
お決まりの罵倒ネタとしては「馬面」「若竹（借金）」「長い小言」などがあげられる。特に笑点で「馬面」と言えば五代目圓楽という印象は強い。また、よいしょネタにはかなり弱いようで山田隆夫が自身を褒め称えるネタやスポンサーの毎日香に関するネタを披露された際に座布団を与えなかったり、逆に没収しようとした場合は叱る場合があった。司会者末期は何も言わなくても山田が座布団を与えるようになったのを見て「山田くんも勘がよくなったね。」と褒める場面もあった。
現在まで笑点で多用される「次期司会ネタ」は、笑点史上初の回答者上がりの司会者である圓楽が司会に就任して間もなく開始したもの。
圓楽は大喜利メンバー全員で一つのファミリーを形成しているとの考えを持ち、番組の空気やリズムになじむのに時間がかかるということでメンバーの入れ替えはほとんど行わなかった。また、メンバー全員が出演するロケ企画（ボウリング大会・山田隆夫の新居訪問・木久蔵ラーメン店訪問バスツアーなど）が頻繁に行われたのもこの時期である。23年間司会を務めながら、その間に新加入した大喜利メンバーは三遊亭小遊三と林家たい平の2人だけ。1988年に弟子の三遊亭好楽が復帰してからは、たい平が加入するまでの16年間を同じメンバーで通した。こん平が長期の休演を余儀なくされた際も、圓楽は「代わりに変な芸人は入れるな。入れるなら、山田くんを大喜利に入れればいい」と語ったという。
2001年2月11日の放送では、本来3問行われる大喜利を2問で終わらせようとしてしまった。圓楽本人によると、このミスは脳梗塞の兆候の現れで、このことがきっかけで降板を考えるようになったとのこと。また、この他にも2005年6月12日の放送でたい平の名前を思い出せず、たい平が挙手をした際に「誰だっけ?」と発言してしまったり他のメンバーに対しても指名してから名前が出るまでに間が空くことがあった。
その後2005年10月13日に脳梗塞の症状が現われ入院し、10月16日分の放送を最後に番組を休養することとなった。2006年1月1日放送の新春14時間特番『大笑点』の終盤で久々のテレビ出演こそ果たしたものの、万全の体調ではなく、無理を押しての出演であった。同年3月26日から笑点の収録に復帰したもののやはり体調が万全でなく、冒頭の案内部分のみで大喜利司会には復帰できなかった。5月14日放送分（4月22日収録）の放送開始40周年特番を最後に勇退し、歌丸に司会の座を正式に譲った。23年間の司会期間は、2022年現在『笑点』で最長記録となっている。
司会当時のエンディングでの締め文句はもっぱら「といったところで笑点お開き!また来週のお楽しみ、ありがとうございました。」で定着していた（地方収録など回によっては、若干異なる場合もあった）。
2007年1月1日に放送の『大笑点』では、降板後では初めてゲスト出演。翌2008年3月9日には高座・テレビ引退後久々に弟子の真打昇進披露口上のため『笑点』出演となったが、体調を考慮して三本締めの音頭は惣領弟子・三遊亭鳳楽が行った。
笑点の大喜利には、「実は台本があり、誰がどのような答えを言うかはあらかじめ決まっている」という都市伝説があったが、笑点の司会者時代の回想で、大喜利の際には「あの答えは誰に答えさせようか、視聴率を気にしながらよく悩んだ」と、それを否定する趣旨の発言をしている。
歌丸には「圓楽さんに逆らえる人間は落語界にはいない」とまで言われ、好楽・楽太郎ら弟子からはもちろん、他の落語家からも尊敬されていたが、「司会がうまい（落語は大したことない、という意趣返し）」などと揶揄（やゆ）されることもあった。追悼特別企画ではその「緻密な司会ぶり（ミスの多さ）」がネタにされた。
また歌丸は著書の中で「圓楽さんは三波さんに比べるといい加減な人でしょう。でもそのおかげで我々回答者が『ちゃんとしてください!』と突っ込み返すことができる余地が生まれた。そこがまた良かったんです。」と評しており、追悼特別企画では「圓楽さんは我々と同じ噺家の『間』を持っていたため、歴代司会者の中で一番やりやすい存在でした」と述べている。
追悼特番では笑点だけでなく落語の寄席での失敗、弟子一同を集めて小言を垂れる際に羊羹をバナナのごとく丸ごと一棹頬張りながらという（おかげでまともに小言を聞いていた弟子は一人もいなかった）ほどの甘い物好きぶりや、寒がりで紋付からはみ出るぐらいの厚着をして高座に上がったことなどが語られ、湿っぽさを感じさせない和やかで明るい雰囲気で進められた。
そして司会引退および逝去以降も、座布団10枚の賞品のネタにされたり、主に楽太郎（六代目円楽）から歌丸・昇太罵倒ネタの際に（物真似されるなどして）引き合いに出されるなど、今なお「笑点といえば5代目圓楽」のイメージは生き続けている。
没後10年の節目となる2019年には、落語家入門から笑点の司会就任までを描いたテレビドラマ『BS笑点ドラマスペシャル 5代目三遊亭圓楽』（主演：谷原章介）が放送された。

## 略歴

三ツ組橘は、圓楽一門の定紋。
（『笑点』では「丸に桔梗」を使用していた）

- 1955年2月 - 6代目三遊亭圓生に入門、「三遊亭全生」（ぜんしょう）と名乗る。
- 1958年3月 - 二つ目昇進。
- 1962年10月 - 真打昇進し「5代目 三遊亭圓楽」襲名。
- 1965年3月12日 - 日本テレビ『金曜夜席』放送開始。第1回から出演。当初は大喜利司会者だったが、第4回からメンバーへ。
- 1966年5月15日 - 日本テレビ『笑点』放送開始。
- 1969年
  - 3月30日 - 『笑点』降板。
  - 4月8日 - 日本テレビで主役のドラマ『笑ってよいしょ』放送開始（6月17日まで）。
- 1970年6月21日 - 『笑点』復帰（復帰の際、弟弟子6代目圓窓を連れてきていた）。
- 1977年3月27日 - 『笑点』卒業（8月21日には弟弟子6代目圓窓も卒業している）。文化庁芸術祭優秀賞受賞。
- 1978年6月1日 - 師匠圓生一門と共に落語協会を脱退し（落語協会分裂騒動）、「落語三遊協会」創設。
- 1979年9月3日 - 師匠圓生死去。
- 1980年2月1日 - 圓楽を除く圓生の直弟子は落語協会に復帰。圓楽一門で新たに「大日本落語すみれ会」を設立。
- 1983年1月9日 - 4代目司会者として『笑点』復帰。
- 1985年
  - 「大日本落語すみれ会」を「落語円楽党」、「落語ベアーズ」と次々と改称し「円楽一門会」に落ち着く。
  - 3月 - 私財を投げ打って東京都江東区東陽に寄席「若竹」開館。
- 1986年 - 参議院選挙への出馬を打診されたが、断念[16]。
- 1988年 - 文化庁芸術祭賞受賞。
- 1989年11月25日 - 経営難のため若竹閉館。
- 2005年
  - 5月31日 - 六人の会が主催した「余一会」で27年ぶりに新宿末廣亭出演。
  - 10月23日 - 人工透析のため通院していた病院で脳梗塞の症状が現れたため入院。
- 2006年5月14日 - 『笑点』勇退。高座復帰として9月に好楽の会で小咄、10月に鶴瓶の会で落語（「紺屋高尾」）をそれぞれ披露。
- 2007年
  - 2月4日 - 「第23回浅草芸能大賞」大賞。授賞式で「芝浜」を口演、本格復帰表明。
  - 2月25日 - 国立演芸場での「国立名人会」で復帰と同じ「芝浜」を口演後、現役引退表明。
  - 4月1日 - 日本テレビ『いつみても波瀾万丈』をもってテレビ出演から引退。
  - 7月15日 - 東京・銀座の中央会館で行われた「大銀座落語祭」のトークショーを、風邪による体調不良のため欠席した。圓楽の5ヶ月ぶり登場を待ち望んでいたファンも多かっただけに、同祭を主催する「六人の会」の春風亭小朝、笑福亭鶴瓶、春風亭昇太、9代目林家正蔵、『笑点』で共演していた林家木久蔵（現：林家木久扇、電話で急遽呼びつけられたと高座での本人談）ら豪華メンバーが代演に駆け付けた。鶴瓶は「対談と思って着物を持ってこなかった」と浴衣姿で大先輩の穴を埋めた。結果、観客からの不満は漏れなかったという。
  - 11月3日 - 旭日小綬章受章[3]。
  - 11月19日 - 胃がん発病による手術のため、慶應義塾大学病院入院。
  - 12月16日 - 叙勲を祝う会に出演。
- 2008年
  - 3月9日 - 円楽一門会新真打披露口上のため、『笑点』に出演。
  - 4月 - 胃癌肺転移[17]に対する手術を行う。
- 2009年
  - 10月29日（8時15分） - 転移性肺がんのため、東京都中野区の長男宅で死去[7][18][19]。満76歳没。同日、立川文都も亡くなっている。
  - 12月23日 - VAPより、生前の笑点での映像が詰まったDVD『笑点 ありがとう円楽さん! 〜五代目 三遊亭円楽を偲ぶ映像集〜』[20]が発売された。

## 人物
- 寄席や笑点で見せていた豪快に大笑いする好々爺の姿が印象的だが、楽屋裏では芸事や師弟関係には非常に厳しい。特に芸事には関しては6代目円楽が「怖いんじゃなくて厳しい」と語る程、厳格であった。事実、弟子である6代目と好楽はその厳しさゆえに笑点降板を考えたこともあると語っている。とは言え年を取ると共に怒ることも減ったらしく、最後の弟子である七代目三遊亭円楽は「5代目円楽師匠は優しかった。」と語っている。
- 幼い頃は病弱で腎炎、結核との闘病を経験する。腎臓の病はその後も水面下で進行し、1998年、66歳の時に腎不全を発症。以後は週3回の人工透析を受けるようになる。
- 血圧もかなり低く、普段でも最高血圧が80mmHgしかなかったという。
- 落語家になって数年経っても「噺は上手いが圓生の真似だ」と言われ圓楽自身も悩み、ストレスで一時は体重が48kgになったり自殺未遂をしかけるほどだった。しかし母親から「お前は名人だよ」と言葉をかけられ、自分にはこんなに気遣ってくれる人がいるのだという思いで、なんとかスランプを脱出。後にそれをネタにして若き日の自己のキャッチフレーズを「名人圓楽」とするが、師匠などから「若手の分際で名人とは生意気だ」と怒られキャッチフレーズを「星の王子さま」に変更した。
  - また、「星の王子さま」で売り出した時期より長い間パンアメリカン航空のテレビCMに出演していた。
- 一時期は事実上テレビ専業の「落語家タレント」であった一方でレギュラーは多くバラエティ、ドラマと何でもこなした。圓楽は「落語界・寄席でタブーとされることを全部やってやる」「寄席の価値観の逆をやる」という戦略をとり、瞬く間にスターとなった。例えば「キザ」という価値観は寄席では排除されるものだが、圓楽はあえてキザであり続けた。
  - 前田憲男とプレイボーイズのLP『円楽のプレイボーイ講座 12章』がそのあらわれである。このLPは横山剣（クレイジーケンバンド）により絶賛[注釈 17]され、2001年（平成13年）にCD化（2008年、紙ジャケットCDとして再発。2010年には通常版で再々発）。ジャズの調べに乗せてエスプリたっぷりに女性の口説き方を聴かせている。
  - 圓楽主演のテレビドラマ『笑ってよいしょ』（東映製作・日本テレビ系列）が制作され、野末陳平と一緒に歌ったドラマタイトルと同じ曲名の主題歌「笑ってよいしょ」を発表する。後にソニー・ミュージックで発売されたコミックソングを集めたコンピレーションCD・「SMILE」に収録された。そのライナーノーツによると「ソニーミュージック最古のコミックソング」という。また、日活の映画『ハレンチ学園』シリーズにも主要なコメディリリーフで出演していた。
  - テレビ朝日系のクイズ番組『クイズタイムショック』に挑戦者として出演した際には、同番組の本にて「わざとデタラメに答え、トンチンカン振りを見せて客の笑いを計算するもスタジオは白けきって、放送後に抗議と苦情の電話が殺到した。手に負えない特待生であった」といったように評されている[21]。これについて、2024年2月1日放送『私のバカせまい史』（フジテレビ）においては「最初にテレビでボケて炎上した芸人」と紹介された[22]。
  - 師匠に諭されて1977年からは、落語に集中するために『笑点』含む全レギュラー出演から降板した[注釈 18][4]。1983年に司会者として『笑点』に復帰した後もテレビのレギュラー番組は原則として『笑点』とNHK総合『お好み演芸会』[注釈 19]以外に持たなかった。6代目圓生・圓楽らはその翌年落語協会分裂騒動を起こす。
- 麻雀の腕前はプロ級だった。行きつけの雀荘は旧日本テレビ本社ビル近く・二番町にあった「サラブレッド」。
- プロレス団体のFMWのコミッショナーも務めていたことがある。
- 甘党であることで知られ、それに関わるエピソードもある。
  - 弟子を全員集めて小言を並べ始めた際に、圓楽の目の前に大型の羊羹[注釈 20]が2棹あり、ぶつぶつ小言を漏らしながらも鋏を使い、まるでバナナの皮のように包材を剥がし、しゃべりながら2棹とも平らげてしまったことがある[4]。
- 好々爺然とした晩年の司会ぶりとは対照的に、時事問題などでは右派的な持説があり、読売改憲試案などの憲法改正支持があった。またサマータイム導入なども訴えていた。教育問題に関しても、著書やインタビューで父権復活を訴えていた。いじめ自殺が社会問題化した際には「いじめをやるような子供は、島に隔離して怖い先生に鍛え直してもらえばいいんだ」と発言し物議を醸したことがある。
- 自由民主党の大物政治家で衆議院議長・文部大臣を務めた灘尾弘吉と親戚関係だった（灘尾弘吉の父方のいとこの妻が、圓楽の母の姉にあたる）[23]。この件はテレビや雑誌でも本人が語っていた。また内閣総理大臣を務めた三木武夫、福田赳夫といった大物政治家とも交友関係にあったため、1986年（昭和61年）の参議院選挙の際には出馬を打診されているが、実現はしなかった[24]。彼自身も上記のように右派的な思想の持ち主だった。
- 1972年（昭和47年）6月14日に発生した日本航空ニューデリー墜落事故で、客室乗務員だった実妹（当時23歳）を亡くしている。その事故の直前、圓楽が実家の本堂で睡眠していると、誰も叩いてないはずの木魚の音に目を覚まさせられ、その直後に実妹の訃報が届いたという。
  - 一方で、圓楽自身は1985年（昭和60年）8月12日発生の日本航空123便墜落事故を免れたという逸話がある。当時の他の笑点メンバーである桂歌丸、林家木久蔵（初代、現・林家木久扇）、林家こん平、三遊亭小遊三、三遊亭楽太郎（後の6代目円楽）、古今亭朝次（後の7代目桂才賀）、山田隆夫とともに翌日の阿波踊りに参加するため徳島入りの予定だったが、当初予約した徳島空港行きの航空機が遅延した上に同空港では悪天候により条件運行となっていたため、1つ後の当該事故便に搭乗し[注釈 21]、神戸から船で移動する案が浮上した[注釈 22]。しかし、こん平が「いいじゃないかい、決まった便でゆったり行こうよ、きっと徳島空港に着陸できるよ」と提案したため予約した徳島便に搭乗して事故を免れた。事故については宿泊先のホテルへタクシーで移動中に知ったという[25]。
- 1988年（昭和63年）には、実家の寺院に自身の墓を生前建立していた（いわゆる「寿陵」）。自他共に認めるせっかちな性格もあり、他人の作った墓に入るよりは自身で早く作ってしまおうと考えたため自分の墓を建立した。寺の生まれであるため、その墓石の素材等にもこだわりを持っていたと、6代目円楽襲名決定記者会見の中で明らかにしている。墓石には「円楽之墓」と刻まれている。
  - また、自らの墓の隣には航空機事故で早世した実妹（先述）の供養観音を建立している[26]。

## 他の落語家との関係
- 6代目 三遊亭圓生に入門する2年前、入門するつもりは無かったが人柄が良さそうだったからという理由で2代目 三遊亭円歌に落語家になることについて相談をしに行った。
- 立川談志のことは「嫌い」と公言しているが、圓楽が本当に嫌っていたのは談志の師匠・5代目柳家小さんであったとされる（上述の分裂騒動時の落語協会会長であったため）。ただし分裂騒動時の小さんの行動について圓楽は一定の理解も示している上、小さんが会長に就任した直後に圓楽が「10年以上二つ目にとどまっている噺家達を真打に昇進させるべきだ」と小さんに進言もしている。
- 自身の証言によれば、3代目圓楽でありその名跡を持つ8代目 林家正蔵は師匠・圓生と最後までそりが合わなかったとされるが、一方で圓楽は気に入られていたため、5代目を襲名させたとされる。なお正蔵の自伝では「圓生が名前をくれというので襲名させた。『くれ』と言われりゃやらない訳にもいかない」といった表現になっている。圓楽自身は、正蔵に気に入られるきっかけとなったいきさつを以下のように語っている。
  - 圓楽がまだ全生と名乗っていた二つ目の時分、懇意にしていた柳家小半治が亡くなった。寺院出身の全生は小半治のために経を唱えてやりたいと思い、先輩の7代目 橘家圓太郎（当時正蔵門下だった）と2代目 古今亭甚語楼に葬式の場所をきいたが二人に嘘をつかれ、結局葬儀に立ち会えなかった。後日楽屋で二人を見つけて怒った全生は口論となるが、そこへ正蔵が現れた。「後輩の癖に生意気な口を利くな、俺が相手になってやるから表へ出ろ」と正蔵に叱責され、激昂した全生は「上等だ相手になってやる」と大先輩に向かって返す。外へ出ると、正蔵は一変して笑顔になり、「あの場では圓太郎等の手前、ああ言わざるを得なかった。おまえは気が短いようだが、自分も短気では随分と損をしてきたから、気は長く持たなければならないよ」と優しく諭されたという。それが縁で稽古をたくさん付けてもらうようになり、ゆくゆくは圓楽の名をあげると言われるようになったのだという。
- まだ林家三平がいっ平を名乗っていた頃にお血脈という落語の稽古をつけたことがある。その様子を三平はテープに録音して大切に保管しているという。
- 笑点のメンバーだった桂才賀とは全くソリがあわなかったようであり、手を挙げているにも関わらず、指名せず答えさせなかったりとかなり冷遇していた。才賀は1988年3月27日に存命のまま降板した。その後任として林家九蔵として出演し、円楽門下移籍後に一時降板していた弟子の好楽が復帰し、2004年のこん平離脱まで15年半もの間、同じメンバーで通した。

## 弟子
香盤順、現在門下のみ。孫弟子は五代目円楽一門会を参照。
- 三遊亭鳳楽
- 三遊亭好楽 - 師匠林家彦六死後移籍
- 六代目三遊亭圓橘 - 師匠三代目三遊亭小圓朝死後移籍
- 六代目三遊亭円楽
- 三遊亭楽之介
- 三遊亭小圓楽
- 三遊亭貴楽
- 三遊亭五九楽
- 三遊亭楽麻呂
- 三遊亭圓左衛門
- 三遊亭道楽
- 三遊亭栄楽
- 三遊亭とん楽
- 三遊亭楽春
- 三遊亭洋楽
- 三遊亭真楽
- 三遊亭竜楽
- 三遊亭良楽
- 三遊亭愛楽
- 三遊亭京楽
- 三遊亭全楽 - 七代目立川談志門下から移籍
- 三遊亭神楽
- 三遊亭上楽
- 三遊亭圓福
- 三遊亭大楽
- 七代目三遊亭円楽 - 好楽の息子。王楽が七代目圓楽を襲名した。

### 移籍
- 三遊亭甘楽 - 六代目三遊亭圓生門下へ

### 廃業
- 三遊亭佑行
- 三遊亭五楽
- 三遊亭八楽
- 三遊亭長楽
- 三遊亭若楽

## 主な出演作

### テレビ番組
- シャボン玉ホリデー（日本テレビ）
- 金曜夜席（日本テレビ、1965年 - 1966年）
- 笑点（日本テレビ）
- 底ぬけ脱線ゲーム（日本テレビ）
- 第18回NHK紅白歌合戦（NHK総合テレビ・ラジオ第1、1967年） - 白組応援団
- お昼のゴールデンショー（フジテレビ）
- オールナイトフジ（フジテレビ、1969年 - 1971年）
- 奥様そこがコツです（NET）
- 家族そろって三つの歌（日本テレビ）- 家族で出演
- 第14回日本レコード大賞（TBSテレビ・ラジオ、1972年） - 銀座4丁目交差点担当レポーター
- 日曜演芸会（NET、1970年代）
- お好み演芸会（NHK総合テレビ、1980年代）
- 初詣!爆笑ヒットパレード（フジテレビ、1983年司会）
- 番組対抗かくし芸大会（日本テレビ）

### ラジオ番組
- お笑い歌謡決定版（TBSラジオ）
- 圓楽の夕焼けとんび（文化放送）
- 圓楽の奥様読本（ニッポン放送）
- 現代世相噺（RFラジオ日本）
- ふむふむ問答

### テレビドラマ
- 笑ってよいしょ（日本テレビ、1969年） - 主演
- 東京警備指令 ザ・ガードマン 第321話「結婚式から逃げた花嫁」（TBS、1971年） - ゲスト出演
- 銭形平次 第869話「平次、暗殺!」（フジテレビ、1983年） - ゲスト出演
- 町奉行日記　単身赴任、本日も出社せず（テレビ朝日、1987年）
- 奇兵隊（日本テレビ、1989年） - 白石正一郎 役

### 映画
- ザ・タイガース 世界はボクらを待っている（東宝、1968年） - ナルシス殿下 役
- 進め!ジャガーズ 敵前上陸（松竹、1968年） - 警部 役
- 青春喜劇 ハレンチ学園シリーズ（日活、1970年 - 1971年） - 教育大臣・大和田武彦 役
- ダメおやじ（松竹、1973年） - 葬儀屋 役
- 日本フィルハーモニー物語 炎の第五楽章（にっかつ、1981年） - 村田 役
- みゆき（東宝、1983年） - 鹿島安次郎 役
- 魚影の群れ（松竹富士、1983年） - エイスケ 役
- 七年目の浮気（吹き替え出演:NETテレビ 1969年5月18日『日曜洋画劇場』）

### CM
- 静岡県茶商工業協同組合連合会（静岡の新茶）
- 全国酪農業協同組合連合会（全酪牛乳・バター）
- 東海（チャッカマン・VESTAライター）
- ほくさん（現エア・ウォーター）「バスオール」
- 英国航空（1984年）
- 日立造船「杜仲茶」
- 日本香堂
- パンアメリカン航空
- パナソニック（テレビ「輝」）
- プリマハム（楽太郎との共演）

## 著書
- 『円楽の艶笑江戸川柳』編 土屋書店 1973年
- 『円楽の艶笑落語』編 新風出版社 1973年
- 『円楽、親父を叱る : 自信を取り戻す父親のゲンコツ教育』芳文社、1981年11月1日。
- 『笑点円楽のよろずガイダンス 笑っちゃうくらいタメになる』日本テレビ放送網 1985年
- 『圓楽芸談しゃれ噺』白夜書房 2006年